# Phytoliriomyza papei
Phytoliriomyza papei este o specie de muște din genul Phytoliriomyza, familia Agromyzidae, descrisă de Zlobin în anul 2005.
Este endemică în Sweden. Conform Catalogue of Life specia Phytoliriomyza papei nu are subspecii cunoscute.